# Formula di Abel-Plana
In matematica, la formula di Abel-Plana è un tipo di sommatoria scoperta per vie indipendenti da Niels Henrik Abel nel 1823, e da Giovanni Antonio Amedeo Plana nel 1820. La formula è la seguente:
{\displaystyle \sum _{n=0}^{\infty }f(n)=\int _{0}^{\infty }f(x)\,dx+{\frac {1}{2}}f(0)+i\int _{0}^{\infty }{\frac {f(it)-f(-it)}{e^{2\pi t}-1}}\,dt.}
Essa vale per una funzione f che è olomorfa nella regione Re(z) ≥ 0, e che soddisfa una opportuna condizione di crescita nella stessa regione; ad esempio, è sufficiente assumere che |f(z)| è limitata da C/|z|1+ε in questa regione per alcune costanti C, ε > 0, sebbene la formula continui a valere anche con limiti molto meno ristretti. 
Un esempio è fornito dalla Funzione zeta di Hurwitz:
{\displaystyle \zeta (s,\alpha )=\sum _{n=0}^{\infty }{\frac {1}{(n+\alpha )^{s}}}={\frac {\alpha ^{1-s}}{s-1}}+{\frac {1}{2\alpha ^{s}}}+2\int _{0}^{\infty }{\frac {\sin \left(s\arctan {\frac {t}{\alpha }}\right)}{(\alpha ^{2}+t^{2})^{\frac {s}{2}}}}{\frac {dt}{e^{2\pi t}-1}}.},
valida per {\displaystyle \forall s\in \mathbb {C} }. Per {\displaystyle \alpha =1}, otteniamo la funzione zeta di Riemann, che possiamo scrivere nel modo seguente:
{\displaystyle \zeta (s)=\sum _{n=1}^{\infty }{\frac {1}{n^{s}}}={\frac {1}{s-1}}+{\frac {1}{2}}+2\int _{0}^{\infty }{\frac {\sin \left(s\arctan \left(y\right)\right)}{(y^{2}+1)^{\frac {s}{2}}}}{\frac {dy}{e^{2\pi y}-1}},}
valida anch'essa {\displaystyle \forall s\in \mathbb {C} }.

Abel elaborò questa variante per somme alternate:
{\displaystyle \sum _{n=0}^{\infty }(-1)^{n}f(n)={\frac {1}{2}}f(0)+i\int _{0}^{\infty }{\frac {f(it)-f(-it)}{2\sinh(\pi t)}}\,dt.}
Una somma alternata converge se e solo se converge la sequenza di somme parziali interna associata.